# Trionfo della Morte
De Trionfo della Morte of Triomf van de Dood is een metersgroot schilderij bewaard in de Galleria regionale di Sicilia. Dit museum bevindt zich in het Palazzo Abatellis in Palermo, Sicilië. 
De Trionfo della Morte is een meesterwerk van de laatgotiek in het koninkrijk Sicilië. Het dateert uit het jaar circa 1446. De auteur is onbekend. De toenmalige heerser koning Alfonso V van Aragon voerde een beleid van promotie der kunsten. 

## Beschrijving
Het gaat om een fresco. De afmetingen zijn 600 cm x 642 cm. 
In het midden is de Dood rijdend op het skelet van een paard. Nochtans heeft de bek van het paard tanden en een tong. De Dood schiet zijn pijlen af. Onder hem liggen de getroffenen: paus, keizer, sultan, kardinaal en andere prelaten. De Dood stuift naar de rijken die aan de rechterzijde staan onderaan. Een muzikant staat achter hen. Een van de edeldames zakt in elkaar; ze wordt geholpen. Links onder staan de armen naar wie de Dood niet omkijkt. Te midden de armen staat de anonieme schilder die te herkennen is aan zijn kwast; hij is bijgestaan door een tweede artiest. Bovenaan staat het decor van een lusthof. Uit de fontein spuit water dat een teken is van het leven. Een jager trekt met zijn jachthond door de tuin.
De kunstschilder is onbekend, aangezien het document dat voor de bestelling diende, niet bewaard is. De datering ligt in de jaren 1440 tot 1450. Het ziekenhuis was in opgang. Kunsthistorici citeren namen van schilders uit Napels, een koninkrijk dat koning Alfonso V net had toegevoegd aan zijn rijk, ofwel schilders uit Aragon zelf of Bourgondië.

## Historiek
Het schilderij hing gedurende eeuwen in het burgerlijk ziekenhuis Ospedale Civico dat gehuisvest was sinds 1400 in het Palazzo Sclafani. Het palazzo dateert van de jaren 1300 en stond leeg omwille van een erfenisdispuut binnen de familie Sclafani. Het ziekenhuis werd ook genoemd Ospedale Grande e Nuovo. Het fresco hing er van circa 1446 tot 1943 op de binnenplaats. 
Het fresco bestaat uit vier panelen sinds 1943. Toen werd het fresco van de muren van het ziekenhuis gehaald, in vier stukken, om te beschermen tegen de bombardementen. Het onderging in Rome een beperkte restauratie, vooral aan de snijvlakken. Sinds 1954 hangt de Trionfo della Morte in het Palazzo Abatellis. In de jaren 1970 volgde een tweede restauratie om de ontbrekende stukjes te corrigeren.

## Thema Triomf van de Dood
Het thema bevat geen Bijbelse figuren noch allusies. Het is kennelijk bedoeld als een thema voor leken, die het burgerlijk ziekenhuis bestuurden. Dat de Dood zijn dodelijke pijlen heeft gericht naar hoge geestelijken is een opvallend gegeven. Het geheel doet vermoeden dat de zieken die op de binnenplaats wandelden moesten inzien dat de Dood enkel erg was voor de edelen die alles te verliezen hadden in het aardse leven.
Sommige kunstkenners gaan ervan uit dat Pablo Picasso zich liet inspireren door dit fresco alvorens Guernica te schilderen.

## Enkele details

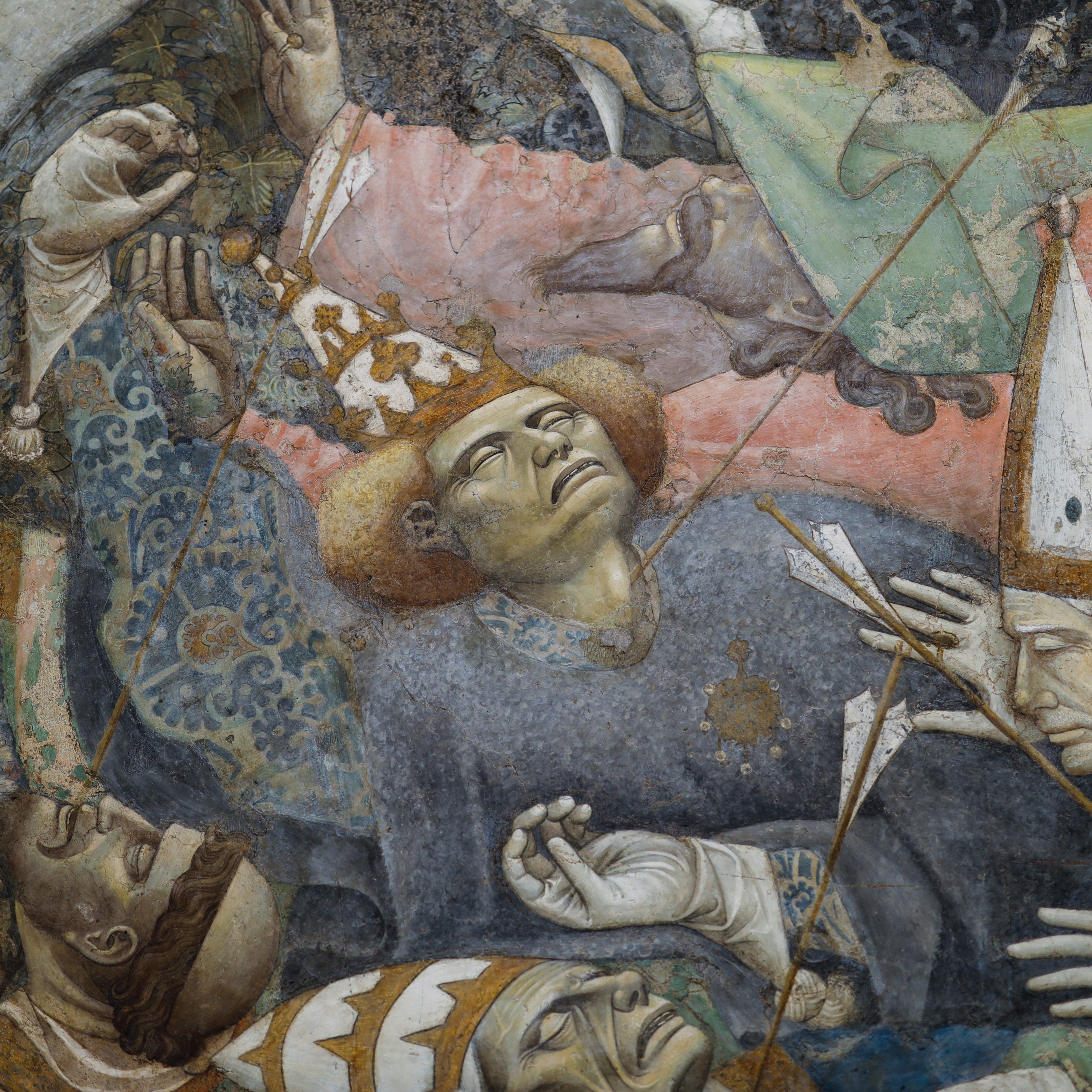
Paus gedood door pijl van de Dood
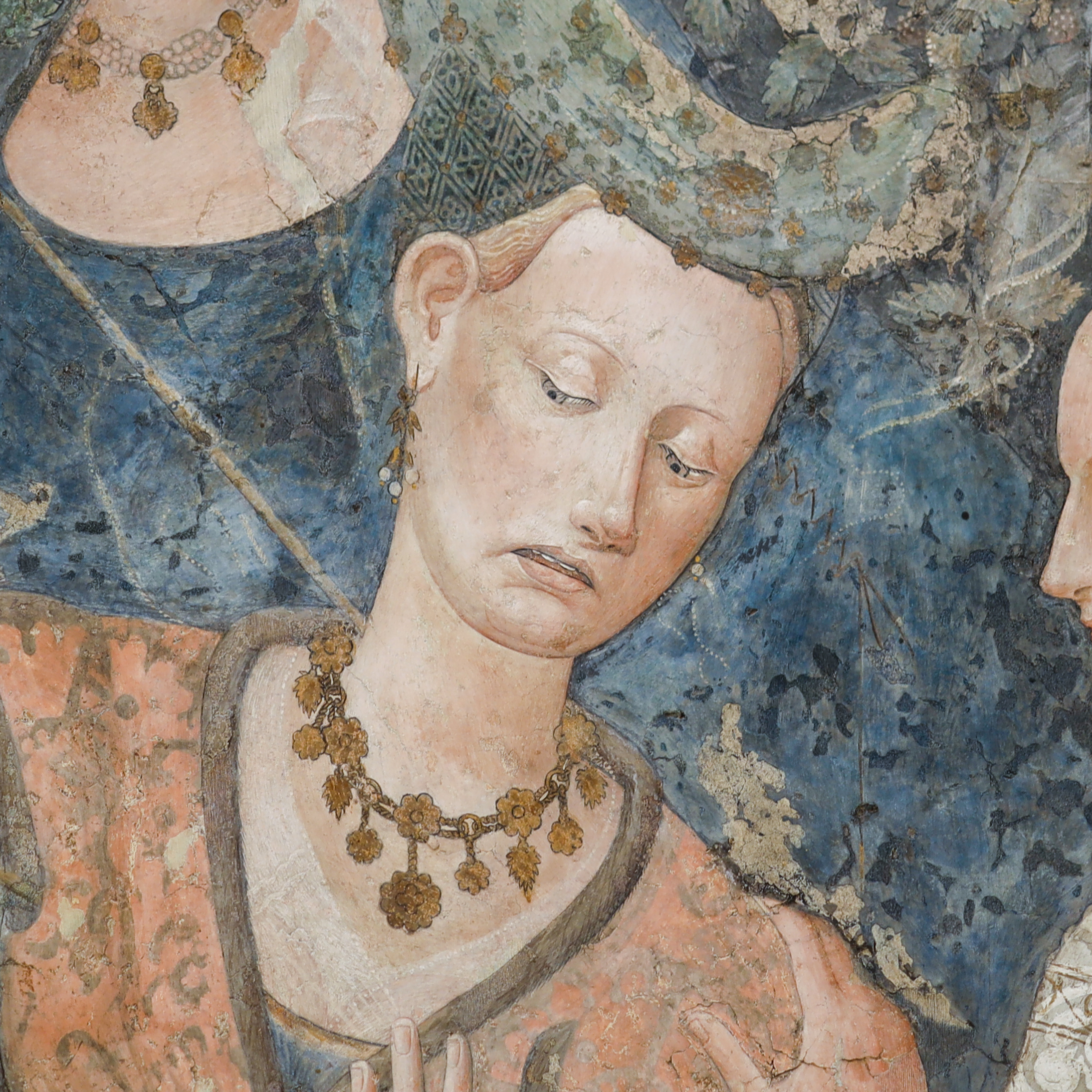
Stervende edeldame
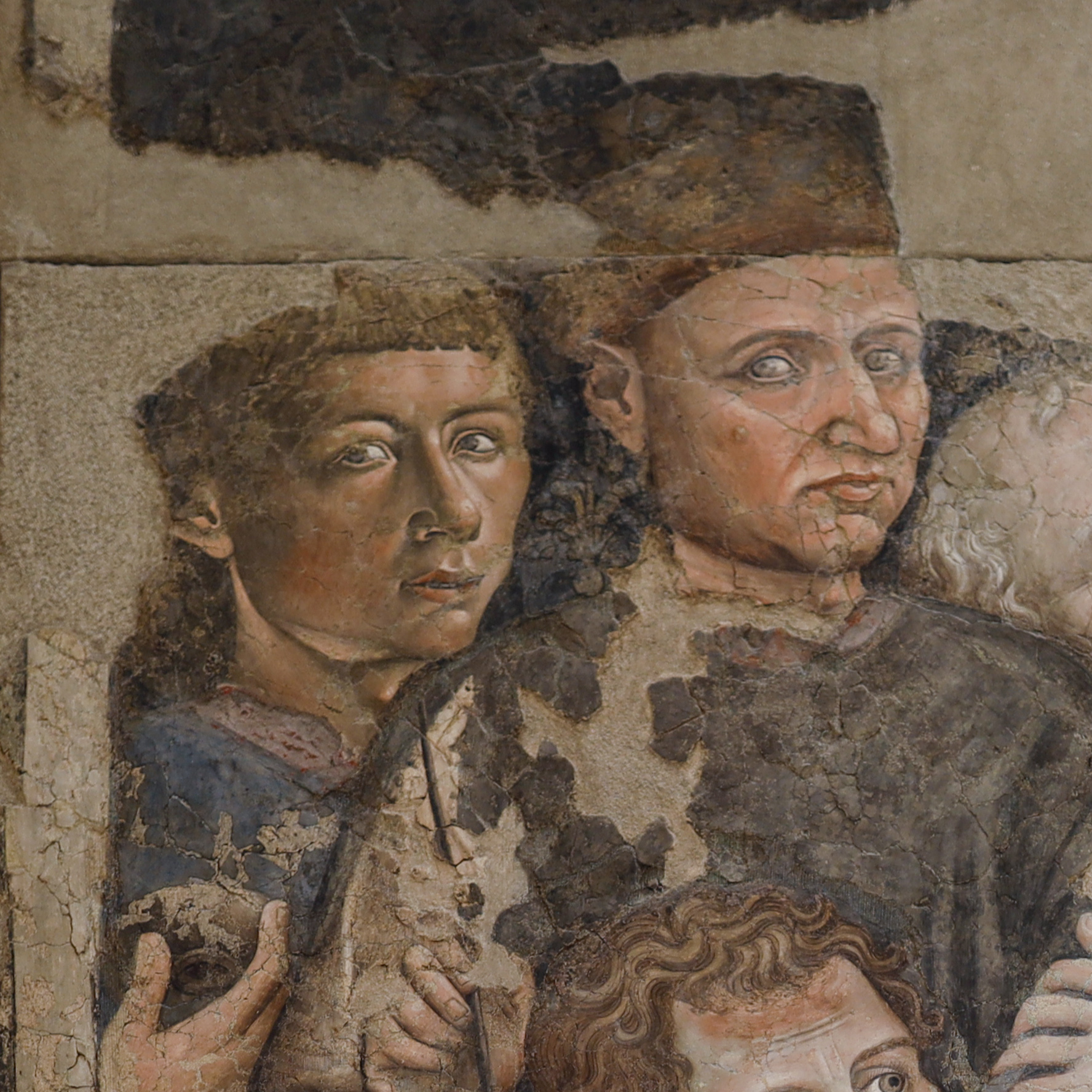
Anonieme schilder